# Scopocira histrio
Scopocira histrio là một loài nhện trong họ Salticidae.
Loài này thuộc chi Scopocira. Scopocira histrio được Eugène Simon miêu tả năm 1900.